# Long Beach Airport
Long Beach Airport (IATA: LGB, ICAO: KLGB, FAA LID: LGB), även känd som Daugherty Field, är en flygplats i Long Beach, Kalifornien, USA. Den omges på grund av sitt läge av restriktioner med avseende på bland annat antalet tillåtna starter och landningar. Flygplatsen var tidigare känd som Long Beach Municipal Airport.